# Waldorf Blofeld
De Waldorf Blofeld is een synthesizer van Waldorf die is uitgekomen in 2007. Het instrument combineert verschillende klankgenerators zoals virtueel analoog, wavetable en FM-synthese.
De Blofeld is uitgekomen als tafelmodel geluidsmodule eind 2007, en begin 2009 als keyboardversie met 49-toetsen.

## Beschrijving

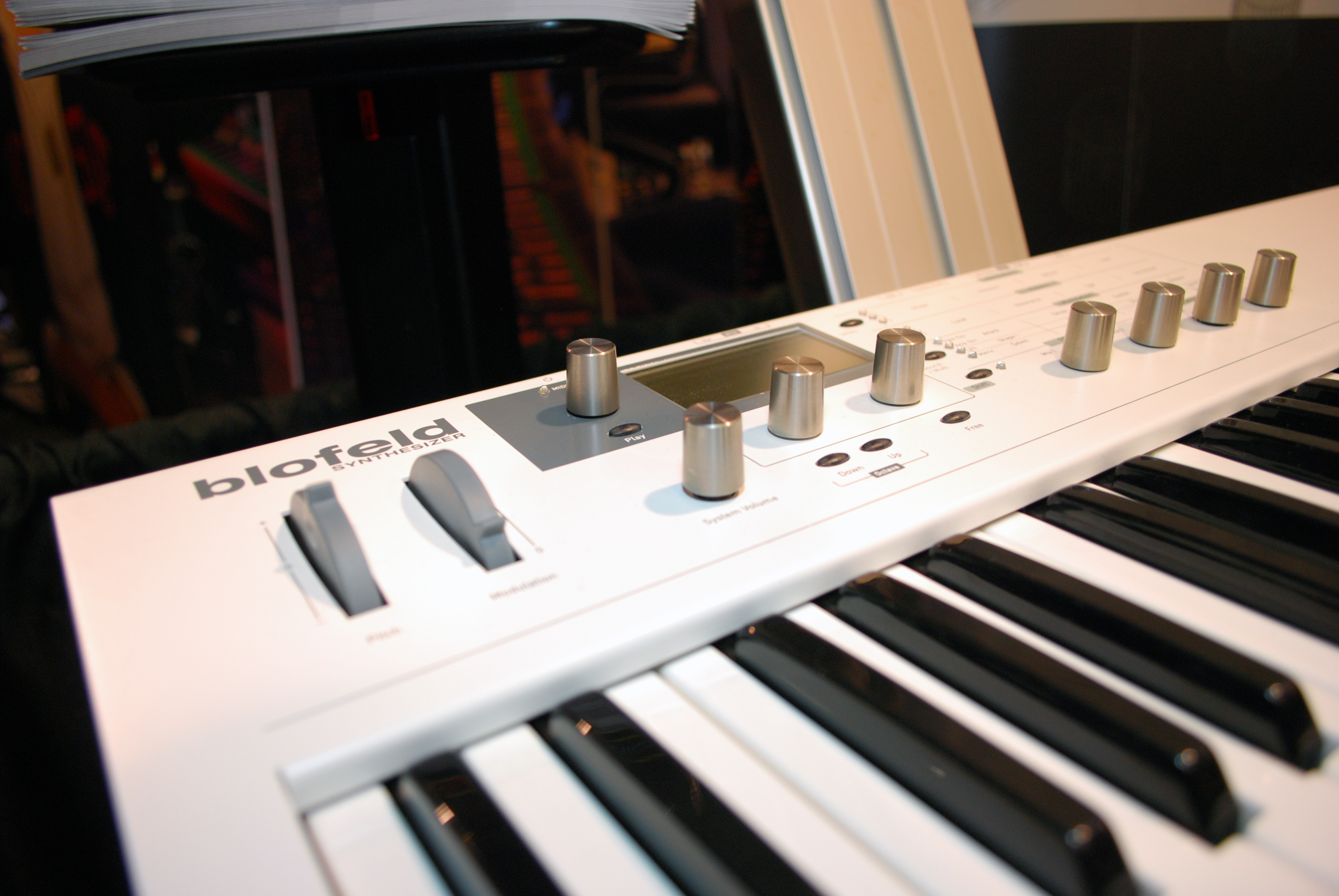
De keyboardversie van de Blofeld.

De Blofeld heeft 16 multitimbrale kanalen en werd op de markt gebracht als budgetmodel die klanken kan reproduceren uit de duurdere Q- en Wave-serie van Waldorf. Het instrument bevat alle oscillators uit de Waldorf Q, en wavetables uit de Microwave-serie.
Zowel de uitvoering met klavier als de geluidsmodule heeft een hoofdtelefoonuitgang en een USB-poort voor besturing vanaf een computer. Alleen de keyboardversie heeft een MIDI in- en uitgang, het tafelmodel slechts een MIDI ingang.
De keyboardversie van de Blofeld heeft een ingebouwde sampler waarmee een monokanaal op 44,1 kHz kan worden opgenomen.
Waldorf maakte extra geluidspakketten beschikbaar die aangeschaft konden worden. Ook is er van beide modellen een uitvoering met zwarte behuizing op de markt gekomen.

## Trivia
De Blofeld is vernoemd naar Bond-schurk Ernst Stavro Blofeld. De software om samples uit te wisselen is vernoemd naar zijn criminele organisatie, SPECTRE.